# Metadon
Metadon – organiczny związek chemiczny, opioidowy lek przeciwbólowy, pochodna 3,3-difenylopropyloaminy. Działanie przeciwbólowe metadonu jest zbliżone, ale kilkukrotnie silniejsze od morfiny. Mimo że budowa metadonu znacznie się różni od innych opioidowych leków przeciwbólowych również oddziałuje na receptory opioidowe. Metadon jest najprostszym chemicznie znanym lekiem opioidowym.

## Zastosowanie w medycynie

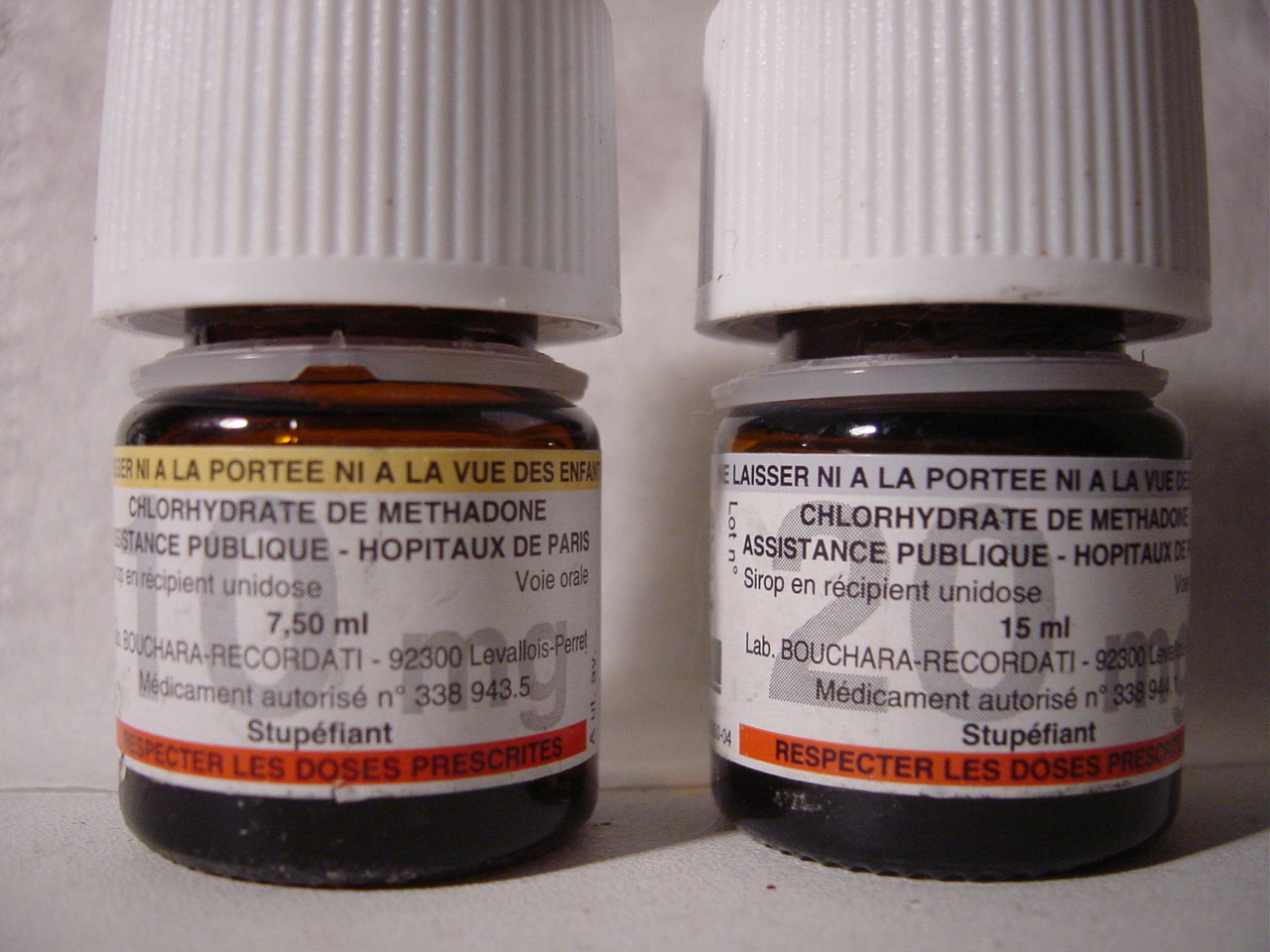
Chlorowodorek metadonu

Podawany jest doustnie, sprzedawany w formie syropu. Używany jest w formie chlorowodorku. Efekt przeciwbólowy utrzymuje się około 4–8 godzin. Metadon metabolizowany jest w wątrobie, charakteryzuje się czasem połowiczej eliminacji wynoszącym 20–35 godzin. Czas ten może być jednak znacznie wydłużony w pewnych przypadkach wynosząc 100, 130, a nawet 190 godzin. Względnie długi czas działania leku wykorzystano w programach leczenia zespołu abstynencji u osób uzależnionych od opioidów (głównie heroiny) oraz w programach substytucyjnych.

## Historia
Metadon został otrzymany w 1937 r. przez Maxa Bockmühla i Gustava Ehrharta z IG Farben (Höchst am Main), w trakcie poszukiwania łatwego do użycia, nie powodującego uzależnienia leku usypiającego, do stosowania w trakcie operacji. 11 września 1941 Bockmühl i Ehrhart zgłosili patent na ten związek chemiczny, który otrzymał nazwę kodową Hoechst 10820 i nazwę handlową Polamidon.
W USA metadon został wprowadzony na rynek w 1947 r. przez Eli Lilly and Company pod nazwą handlową Dolophine, jako lek usypiający oraz przeciwbólowy przy chronicznych bólach. Nazwa pochodzi od łacińskiego słowa „dolor” (ból).
Metadon (jako dolofin) był produkowany w USA, w Saint Louis przez Mallinckrodt pharmaceuticals, będącą częścią koncernu Tyco International. Patent na jego syntezę wygasł w USA we wczesnych latach 90. XX w. Obecnie produkuje go wiele firm, lecz głównym dostawcą pozostaje nadal Mallinckrodt, który oprócz własnej sprzedaży gotowego produktu (aktualnie pod nazwą Methadose), sprzedaje go w formie półproduktu wielu firmom farmaceutycznym na świecie, które sprzedają go pod swoimi nazwami handlowymi.
Obecnie metadon najczęściej wykorzystywany jest jako substytut heroiny podczas leczenia odwykowego – z dużym powodzeniem, jednak sam metadon mimo słabszego działania uzależniającego powoduje znacznie dłuższe objawy odstawienne od samej heroiny.

Przeczytaj ostrzeżenie dotyczące informacji medycznych i pokrewnych zamieszczonych w Wikipedii.